# ツール・ド・フランス1964
| 第51回 ツール・ド・フランス 1964 |                                        |
| 全行程                           | 22区間、4504km                         |
| 総合優勝                         | ジャック・アンクティル 127時間09分44秒 |
| 2位                              | レイモン・プリドール +55秒             |
| 3位                              | フェデリコ・バーモンテス +4分44秒      |
| 4位                              | アンリ・アングラード +6分42秒          |
| 5位                              | ジョルジュ・グロサール +10分34秒       |
| ポイント賞                       | ヤン・ヤンセン 208ポイント             |
| 2位                              | エドワール・セル 199ポイント           |
| 3位                              | ルディ・アルティヒ 165ポイント         |
| 山岳賞                           | フェデリコ・バーモンテス 173ポイント   |
| 2位                              | フリオ・ヒメネス 167ポイント           |
| 3位                              | レイモン・プリドール 90ポイント        |

ツール・ド・フランス1964は、ツール・ド・フランスとしては51回目の大会。1964年6月22日から7月14日まで、全22ステージで行われた。

## レース概要
本格的な動きが見られたのは第8ステージのアルプス超え区間。テレグラフ峠、ガリビエ峠という、ツールでは定番の難所を含むコースであったが、山岳王・フェデリコ・バーモンテスが両峠を首位通過した他、この区間も制す。レイモン・プリドールが1分32秒差の区間2位、そして史上初の総合4連覇を狙うジャック・アンクティルが1分49秒差の区間8位でフィニッシュ。しかしマイヨジョーヌを奪ったのは区間6位のジョルジュ・グロサール。3分35秒差でバーモンテスが続き、プリドールが4分7秒差の3位、アンクティルが5分22秒差の8位につける。続く第9ステージは標高2802mというボネット峠を通過する難関区間であったが、区間優勝はアンクティル。しかし総合上位3名も同タイムで続いた。
アルプスを終えて迎えた第10ステージ後半の個人タイムトライアルもアンクティルが制し、ここで首位グロサールに1分11秒差の総合2位へと浮上。しかし区間3位のプリドールも1分42秒差、同4位のバーモンテスも3分4秒差で続き、やはり今年も「三強」がこのあとのステージにおいても主役となりうる様相を呈してきた。しかしピレネー超えの第14ステージで、アンクティルが大ピンチにたたされる。
残りあと40km地点で、総合首位争いを演じている上位陣の集団にいたアンクティルがまさかの脱落。残る距離が距離だけに、このままではアンクティルの4連覇は絶望といえる状況となりかねなかった。サポートがすぐさま駆けつけ、何とかアンクティルはアンヴァリア峠付近で先頭集団との差を縮める。さらに濃霧が発生し、次第に視界不良になる中でアンクティルは奇跡的にトップ集団へと復帰し、最後はトップ集団の20人の中に混じって同タイムゴールを果たす。逆にプリドールはこの区間でトップ集団に2分36秒遅れの57位に終わり、総合6位に後退するが、ひいてはここでの遅れが最後になって致命的となる。
しかし第15ステージではプリドールが会心の走りを見せて区間優勝。グロサールのトップ、アンクティルの2位は変わらないが、1分35秒差の3位に上昇してきた。そして第17ステージではバーモンテスが区間優勝。今度はバーモンテスがグロサールとの差を35秒差にまで縮め、1分26秒差の3位にアンクティル、1分35秒差の4位にプリドールが続く展開となって大激闘のピレネーステージを終えた。
第17ステージは個人タイムトライアル。さすがにここはやはりアンクティルが制したが、プリドールも37秒差で続く健闘を見せ、マイヨはここでアンクティルに移動するも、プリドールも56秒差で続く展開となる。そしてこの年はさらにもう1つ山岳ステージが残っていた。
第20ステージ。中央高地のピュイ・ド・ドームがゴールの237.5km。区間優勝争いはバーモンテスとフリオ・ヒメネスが競り合うが、総合優勝を狙うアンクティルとプリドールも互いに譲らない展開。結局バーモンテスがこの区間を制し、ヒメネスが2位でフィニッシュ。そしてプリドールがアンクティルに対して42秒差をつけて区間3位となり、ついにアンクティルとの総合タイム差は14秒にまで縮まった。また、バーモンテスも1分33秒差で続く展開となる。
しかし最終後半ステージは個人タイムトライアル。やはりアンクティルはTTでは敵なしだった。結局アンクティルがこの区間を制し、ついに史上初のツール・ド・フランス総合4連覇達成。さらにこの年はジロ・デ・イタリアも制しており、「ダブルツール」も達成した。

## 総合成績

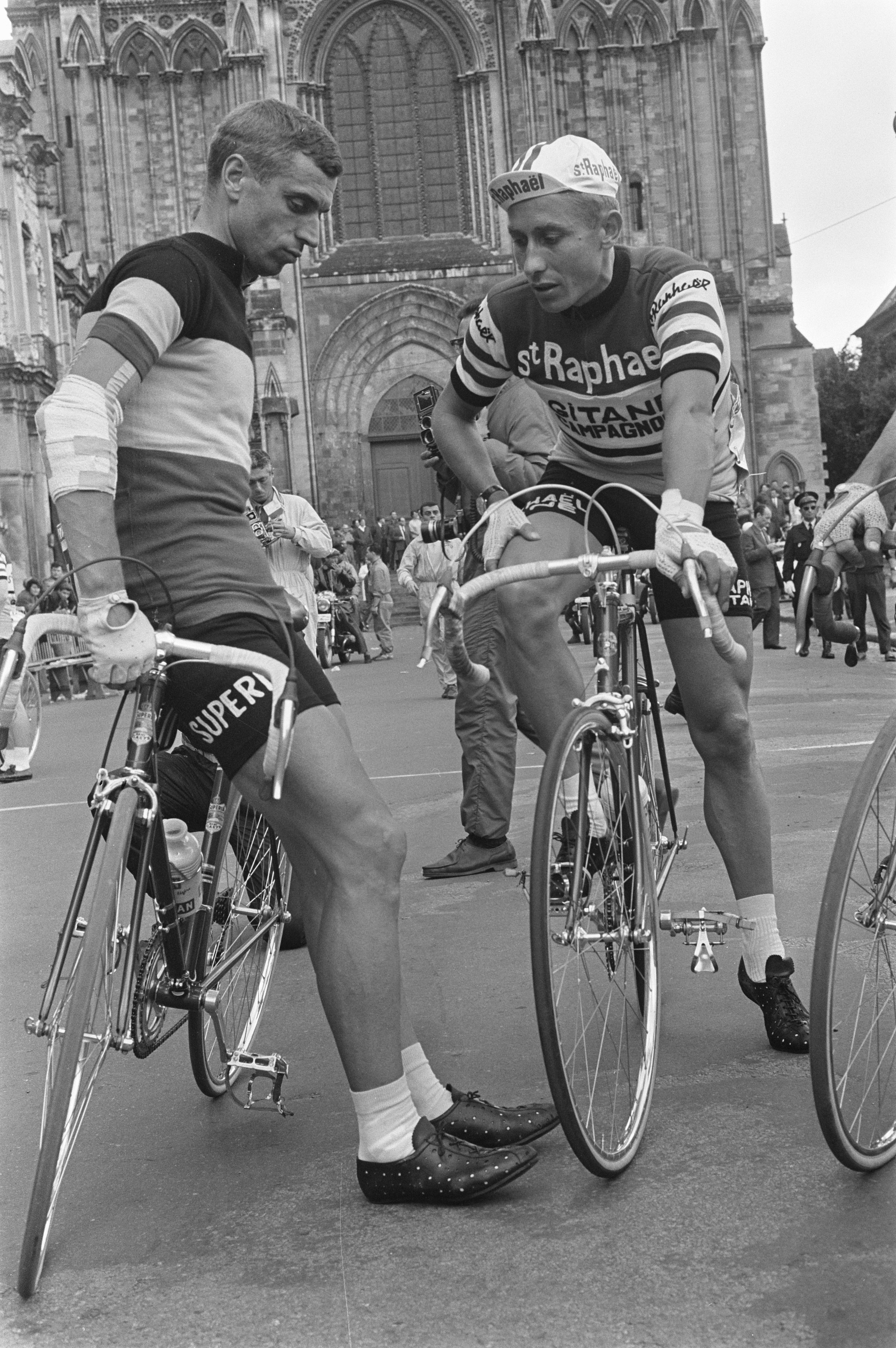
リジューで出発。ジャック・アンクティルと話すリック・ファン・ローイ

| 順位 | 選手名                   | 国籍     | チーム | 時間         |
| ---- | ------------------------ | -------- | ------ | ------------ |
| 1    | ジャック・アンクティル   | フランス |        | 127h 09' 44" |
| 2    | レイモン・プリドール     | フランス |        | 55"          |
| 3    | フェデリコ・バーモンテス | スペイン |        | 4' 44"       |
| 4    | アンリ・アングラード     | フランス |        | 6' 42"       |
| 5    | ジョルジュ・グロサール   | フランス |        | 10' 34"      |
| 6    | アンドレ・フォシェール   | フランス |        | 10' 36"      |
| 7    | フリオ・ヒメネス         | スペイン |        | 12' 13"      |
| 8    | ジルベール・デメ         | ベルギー |        | 12' 17"      |
| 9    | ハンス・ユンケルマン     | 西ドイツ |        | 14' 02"      |
| 10   | ビットリオ・アドルニ     | イタリア |        | 14' 19"      |

### マイヨ・ジョーヌ保持者
| 選手名                         | 国籍     | 首位区間  |
| ------------------------------ | -------- | --------- |
| エドワール・セル               | ベルギー | 第1-第2   |
| ベルナール・バンデケルクホーフ | ベルギー | 第3-第4   |
| ルディ・アルティヒ             | 西ドイツ | 第5-第7   |
| ジョルジュ・グロサール         | フランス | 第8-第16  |
| ジャック・アンクティル         | フランス | 第17-最終 |